# Titularbistum Cembalo
Cembalo, auch Symbalon war ein Titularbistum der römisch-katholischen Kirche. Es war benannt nach dem Ort Symbolon portus, während der genuesischen Herrschaft Cembalo, dem heutigen Balaklawa auf der Krim. Der lateinische Titel eines Titularbischofs von Cembalo war episcopus symbaliensis oder cimbaliensis. Der Titel wurde ab dem 16. Jahrhundert kontinuierlich für Weihbischöfe im Bistum Passau gebraucht, aber seit 1630 nicht mehr vergeben.
| Titularbischöfe von Cembalo/Symbalon |                                   |                                                         |                |                   |
| Nr.                                  | Name                              | Amt                                                     | von            | bis               |
| 1                                    | Wennemar von Staden OFM           | Weihbischof in Münster                                  | 1390           | 1409              |
| 2                                    | Johann Tylmann Wessel             | Weihbischof in Hildesheim und Breslau                   | 1410           | 1431              |
| 3                                    | Johann von Pannwitz               | Weihbischof in Breslau                                  | 11. April 1441 | 1. August 1446    |
| 4                                    | Bernhard Wenzeslaus von Pransnitz | Weihbischof in Breslau                                  | 15. Mai 1447   | 1456              |
| 5                                    | Johannes Pelletz OFM              | Weihbischof in Breslau                                  | 1. März 1456   | 1462              |
| 6                                    | Michael von Rentelen              | Weihbischof in Schwerin, Havelberg, Cammin, Roskilde    | 9. April 1462  | 1472              |
| 7                                    | Johann Wilde                      | Weihbischof in Cammin und Havelberg, ab 1499 im Ermland | 12. März 1495  | 17. Dezember 1532 |
| 8                                    | Urban Sagstetter                  | Weihbischof in Passau, dann Bischof von Gurk            | 17. April 1553 | 1556              |
| 9                                    | Erasmus Pagendorfer               | Weihbischof in Passau                                   | 24. März 1557  | 1561              |
| 10                                   | Michael Englmayr                  | Weihbischof in Passau                                   | 1561           | 1569              |